# Harold Miller (attore)
Harold A. Miller, nato Harold Edwin Kammermeyer (Redondo Beach, 31 maggio 1884 – Los Angeles, 18 luglio 1972), è stato un attore statunitense.

## Biografia
Miller debuttò come attore nel 1919 col nome d'arte di Harold A. Miller in un ruolo secondario nella commedia cinematografica Upstairs and Down di Charles Giblyn con Olive Thomas, Rosemary Theby e Mary Charleson. I suoi ruoli più noti nei film muti dei primi anni '20 furono nel dramma poliziesco Mountain Madness (1920), diretto da Lloyd B. Carleton, in cui interpretò il protagonista maschile accanto a Mignon Anderson, e nel dramma di Finis Fox Tipped Off (1923), in cui interpretò il ruolo principale accanto ad Arline Pretty. Ha interpretato il ruolo principale nell'adattamento cinematografico del romanzo I racconti di Calza di Cuoio di James Fenimore Cooper del 1924, diretto da George B. Seitz; nel film recitarono anche Edna Murphy nel ruolo di "Judith Hutter", Whitehorse nel ruolo di "Tom Hutter" e David Dunbar nel ruolo di "Chingachgook".
Dopo l'introduzione del cinema sonoro alla fine degli anni '20, apparve in oltre 500 altri film, tra cui molti classici come Vertigine, I migliori anni della nostra vita, Viale del tramonto, Eva contro Eva, Il delitto perfetto, Colazione da Tiffany e Vincitori e vinti . Tuttavia, lo si vede quasi esclusivamente in piccoli ruoli secondari o parti da comparsa che non sono menzionate nei titoli di coda.

## Filmografia parziale
- Tutto per tutto (Inside Straight), regia di Gerald Mayer (1951)
- Il cantante matto (The Stooge), regia di Norman Taurog (1952)